# Spilogona kunjirapensis
Spilogona kunjirapensis är en tvåvingeart som beskrevs av Xue och Tong 2003. Spilogona kunjirapensis ingår i släktet Spilogona och familjen husflugor. Inga underarter finns listade i Catalogue of Life.